# رافائل بوردالو پینه‌یرو
رافائل بوردالو پینه‌یرو (انگلیسی: Rafael Bordalo Pinheiro؛ ۲۱ مارس ۱۸۴۶–۲۳ ژانویه ۱۹۰۵) یک هنرمند اهل پرتغال بود که به دلیل تصویرسازی‌ها، کاریکاتورها، مجسمه‌ها و سرامیکهایش معروف است. 

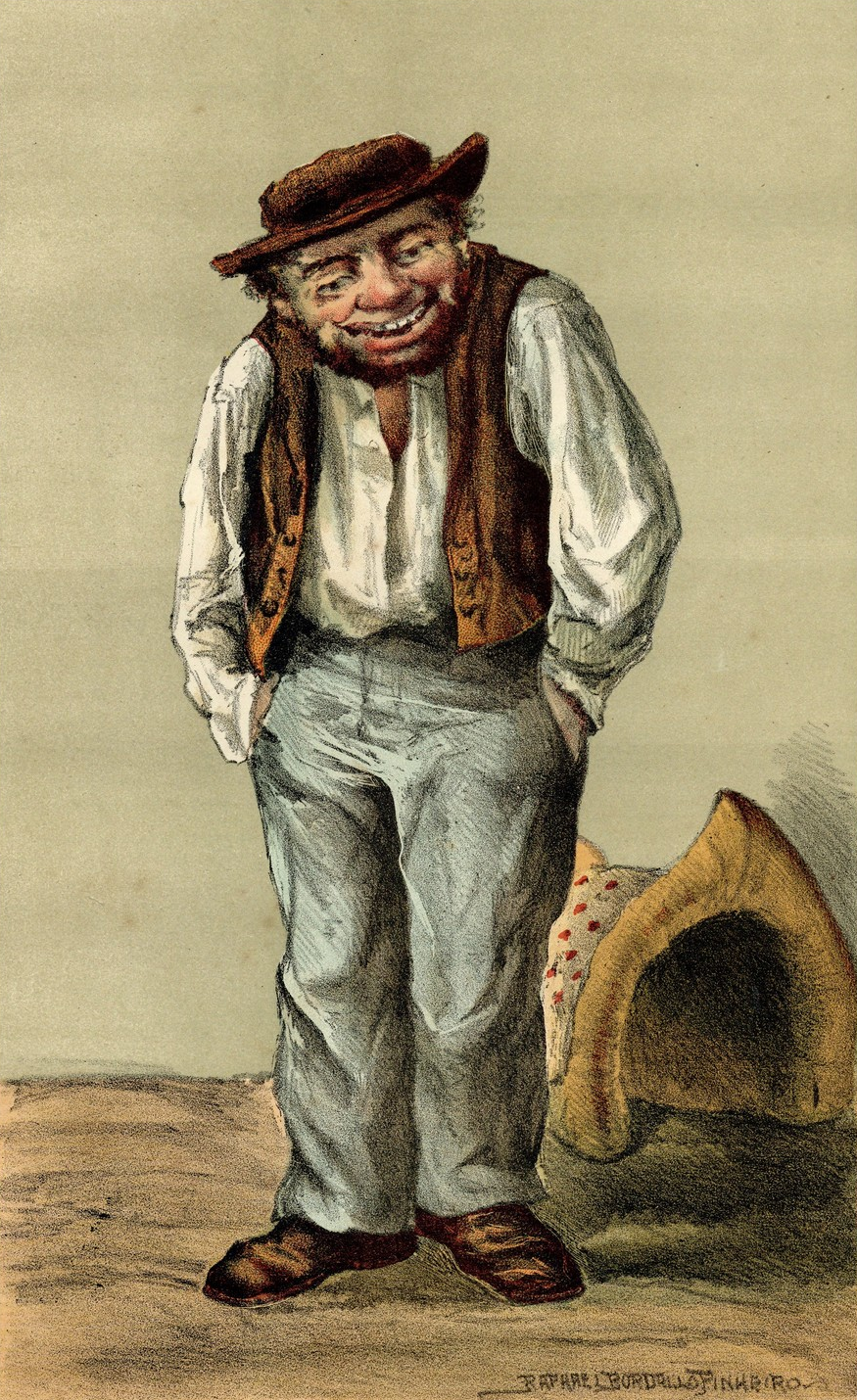
زو پووینو، شخصیت معروف خلق شده توسط بوردالو پینه‌یرو

بوردالو پینه‌یرو در سال ۱۸۷۵ شخصیت کارتونی محبوب زو پووینو (Zé Povinho) را ایجاد کرد. او نخستین خالق کمیک در پرتغال محسوب می‌شود.

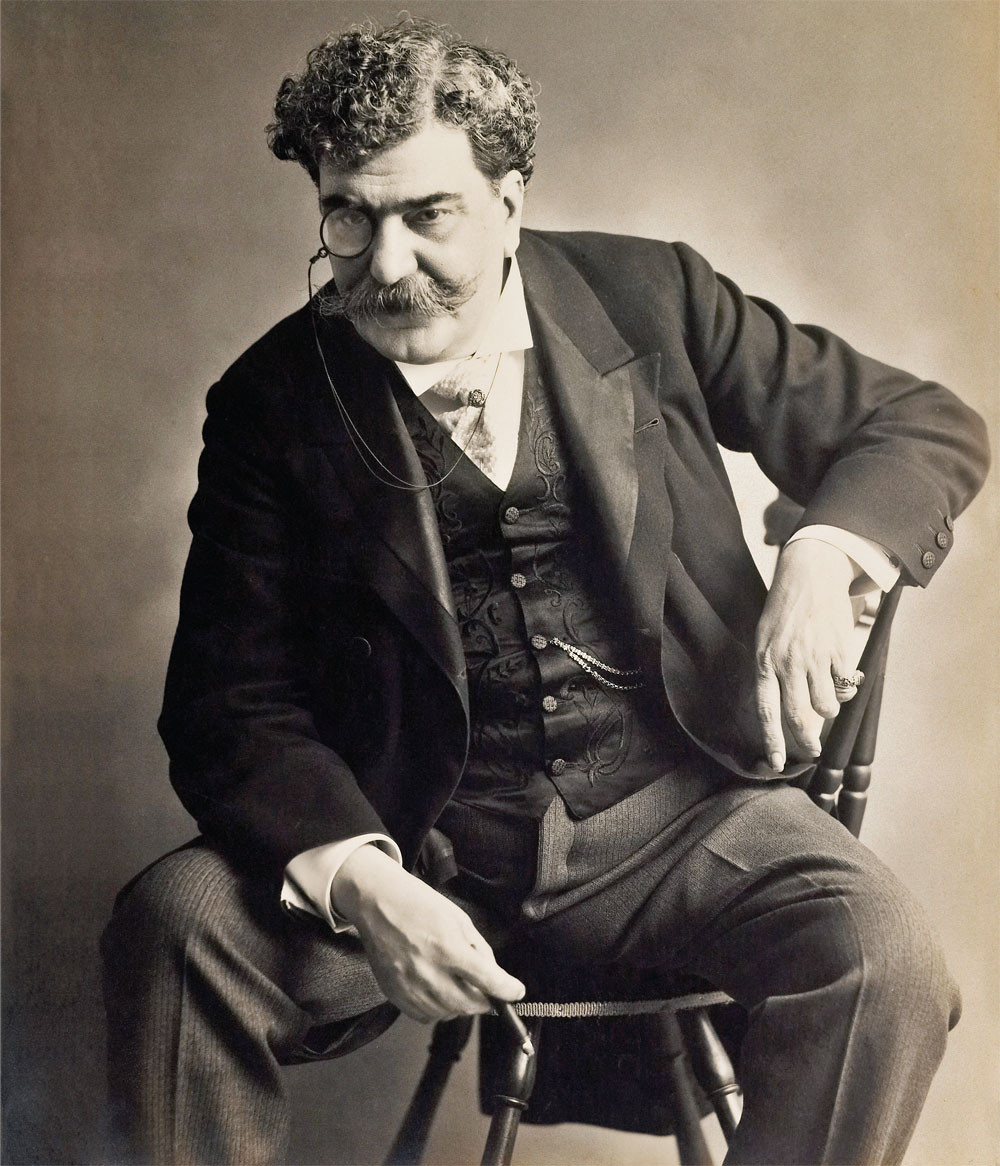
بوردالو پینه‌یرو

موزه رافائل بوردالو پینه‌یرو که نمونه‌هایی از هنر فوق‌العاده او را دارد یکی از جاذبه‌های گردشگری لیسبون است. 